# SimCity Sociétés
 (juillet 2019).
Si vous disposez d'ouvrages ou d'articles de référence ou si vous connaissez des sites web de qualité traitant du thème abordé ici, merci de compléter l'article en donnant les références utiles à sa vérifiabilité et en les liant à la section « Notes et références ».
SimCity Sociétés est un jeu vidéo de gestion de type city-builder développé par Tilted Mill Entertainment. Il est sorti le 15 novembre 2007 et a bénéficié d'une sortie mondiale.
Depuis 2003 et la sortie de l'extension Rush Hour pour SimCity 4, de nombreuses rumeurs prévoyaient la sortie d’un éventuel SimCity, suite logique de la série SimCity. Le 4 juin 2007 fut dévoilée la couverture du numéro de juillet 2007 du magazine anglophone Games for Windows titré SimCity Reborn! (« SimCity renaît »).
Le 6 juin 2007, GFW Magazine dévoile le nom du futur opus : SimCity Societies dont le développement en cours a été confirmé la veille par Electronic Arts.

## Orientation
À la différence des précédents SimCity qui étaient axés sur la gestion et l’urbanisation, SimCity Sociétés change d’orientation en se concentrant sur le type de société/civilisation et incidemment de ville que veut mettre en place le joueur. À la place, les Sims de votre ville devront pouvoir trouver emplois, logements et loisirs dans un périmètre délimité. Le jeu étant maintenant recentré sur le bonheur du Sim, pour qu’un bâtiment rapporte il faut que le Sim soit heureux. Il faut qu’il ait un logement puis un lieu de loisirs et enfin qu'il aille travailler.
Dans le jeu le temps passe en heures avec un cycle jour/nuit et l’on peut voir les différents types des Sims que l’on peut interroger. Certains types de bâtiments peuvent générer des Sims “positifs” (touriste) ou “négatifs” (pickpocket) comme l’Office de Tourisme et autres bâtiments.
Le système de transports est réaliste, car on voit réellement les Sims se déplacer. Cependant, il y a absence d’autoroute, ainsi que de tout mode de déplacement sur rails. Néanmoins on a encore l'aéroport, le métro et le bus pour diminuer le trafic.
Le type de Sims que vous avez dépend de la ville que vous avez. Si vous construisez un Taudis, des Sims un peu spéciaux apparaitront. De plus si vous avez trop de pollution, le bonheur de vos Sims s’en ressentira. 
Pourtant il ne s’agit pas pour autant de bêtement coller les bâtiments les uns aux autres car vous constaterez vite que les bâtiments d’habitation de haute qualité perdent leur bonus de bonheur s'ils sont trop proches. En effet, plus on trouve de bâtiments d’un même type, plus leurs effets positifs diminuent.
Le jeu possède sa propre banque de bâtiments disponibles dès le départ, dans chacune des différentes catégories sociales.
De plus certains bâtiments peuvent être activés via un bouton d’action, ce bouton d’action peut augmenter l’action du bâtiment en auto-augmentant sa capacité ou agir sur un autre bâtiment comme une bibliothèque agit sur une école en en augmentant la capacité. Tous les bâtiments interagissent entre eux d'une manière ou d'une autre.

## Évolution graphique
Visuellement SimCity Sociétés change d’échelle et est désormais entièrement en 3D.
Les villes peuvent être orientés sur une thématique particulière et personnelle. 
Dès qu'on atteint un certain degré d'évolution dans un type de société donné, l'interface, certains bâtiments et les rues normales adoptent les apparences de la société en question.
Dans la présentation du site officiel sont évoquées des cités de type cyberpunk, campagne, totalitaire, écologique (arcologie et maison dans les arbres), de loisir, européenne, médiévale/fantastique et capitaliste. Le joueur s’amusera sans doute à tester un savant mélange de tout, au gré des contraintes du gameplay.

## Structure du gameplay
Les bâtiments ne se développent pas en fonction de zones prédéfinies et de l’indice RCI comme dans les précédents opus mais sont directement implantés par le joueur en fonction de six énergies sociales apparentés à des choix de sociétés. 
Prospérité, productivité, spiritualité, connaissance, autorité, créativité déterminent l’évolution de la ville et ont une incidence visuelle quant à l’environnement graphique. Au cours du jeu, un grand nombre de bâtiments vont se débloquer et permettre d’affirmer des typologies urbaines de plus en plus affirmées : seulement 15 % du total des immeubles contenus dans le jeu étant disponibles dès le début de la partie.
Un filtre permet de choisir les bâtiments d’un type de société pour avoir une ville réellement typique.

## Mises à jour et extensions

### Mises à jour
- Le patch no 5, sorti le 23 mai 2008, est la plus grosse mise à jour et ajoute une gestion plus poussée.
- Le patch no 4, sorti en avril 2008, qui contient les patchs no 1, 2 et 3, a grandement amélioré le jeu, le rendant plus stratégique dans un mode ad-hoc appelé « Mode stratégique ». Une poignée de bâtiments, de désastres, de nouveaux effets de bâtiment ainsi qu'un rééquilibrage conséquent a permis au jeu de gagner de l'intérêt.

### Extension
Le 23 juin 2008, une extension pour SimCity Sociétés est sortie, appelée SimCity Sociétés: Destinations. Elle est axée principalement sur le tourisme.

## Accueil
L’accueil global réservé par les fans de la série SimCity à l’annonce du jeu et des informations qui suivirent fut globalement très négatif. Tout d’abord, nombre de joueurs habitués à la série SimCity déplorent le fait que le développement du jeu n’ait pas été confié à Maxis, le studio de développement à l’origine de tous les jeux de la série jusqu'à présent, mais à Tilted Mill Entertainment.
Cette communauté des habitués a aussi longuement critiqué la nouvelle orientation sociale du jeu au détriment de la gestion financière et urbaine. De même, les premières images du jeu furent décriées pour l’aspect grossier et enfantin des graphismes. Ce recentrage vers une gestion de sociétés plutôt qu’une gestion financière et d’urbanisation, comme dans les opus précédents, amène de nombreux fans de la série à voir en ce jeu une suite métissée de SimCity 4 et Les Sims.

### Notation
Impression générale constatée : parfait pour ceux qui commencent dans le City Builder et qui veulent s'amuser, mais plutôt mauvais pour ceux qui sont habitués à la saga des SimCity et qui apprécient le gameplay et le principe de la construction d'une ville des précédents opus.
| Nom                       | Note     |
| ------------------------- | -------- |
| Jeux Vidéo Magazine no 85 | 14/20    |
| Canard PC                 | 6/20     |
| Clubic.com                | 2/5      |
| Gamekult.com              | 4/10     |
| JeuxVideoPC.com           | 12/20    |
| GameZone Online           | 8.7/10   |
| 1UP.com                   | 7/10     |
| Game Informer             | 8/10     |
| jeuxvideo.com             | 11/20    |
| NZGamer                   | 8/10     |
| Gamerankings              | 6.3/10   |
| Planet E-Gamers.net       | 16/20    |
| Jeux Po                   | 8/10     |
| Eurogamer                 | 5/10     |
| IGN                       | 5,8/10   |
| GameSpy                   | 3/5      |
| Moyenne                   | 12,84/20 |